# Dodge Copperhead
Der Dodge Copperhead (später inoffiziell umbenannt in Dodge Concept Car oder Dodge Concept Vehicle) war ein Konzeptfahrzeug der US-amerikanischen Automobilmarke Dodge, das als vereinfachte Version der Dodge Viper gedacht war. Der Name Copperhead ist die englische Bezeichnung für den nordamerikanischen Kupferkopf, eine Schlangenart.

## Übersicht
Der Dodge Copperhead wurde 1997 auf der North American International Auto Show in Detroit vorgestellt. Viele Kritiker waren beeindruckt von seinem aerodynamischen, aber dennoch robusten Design mit der Farbe Copper Fire Orange sowie von dem Verkaufspreis, der bei etwa 30.000 US-Dollar liegen sollte (45.000 US-Dollar weniger als die Viper).  Die Viper war eher auf rohe Kraft ausgelegt, der Copperhead auf Handling und Fahrspaß. Er ist bei längerem Radstand kürzer und schmaler als die Viper, die Bodenfreiheit um fünf Zentimeter höher und die Federung härter. Der Dodge Copperhead sollte im Jahr 2000 auf den Markt kommen, was jedoch nicht verwirklicht wurde.

## Technik

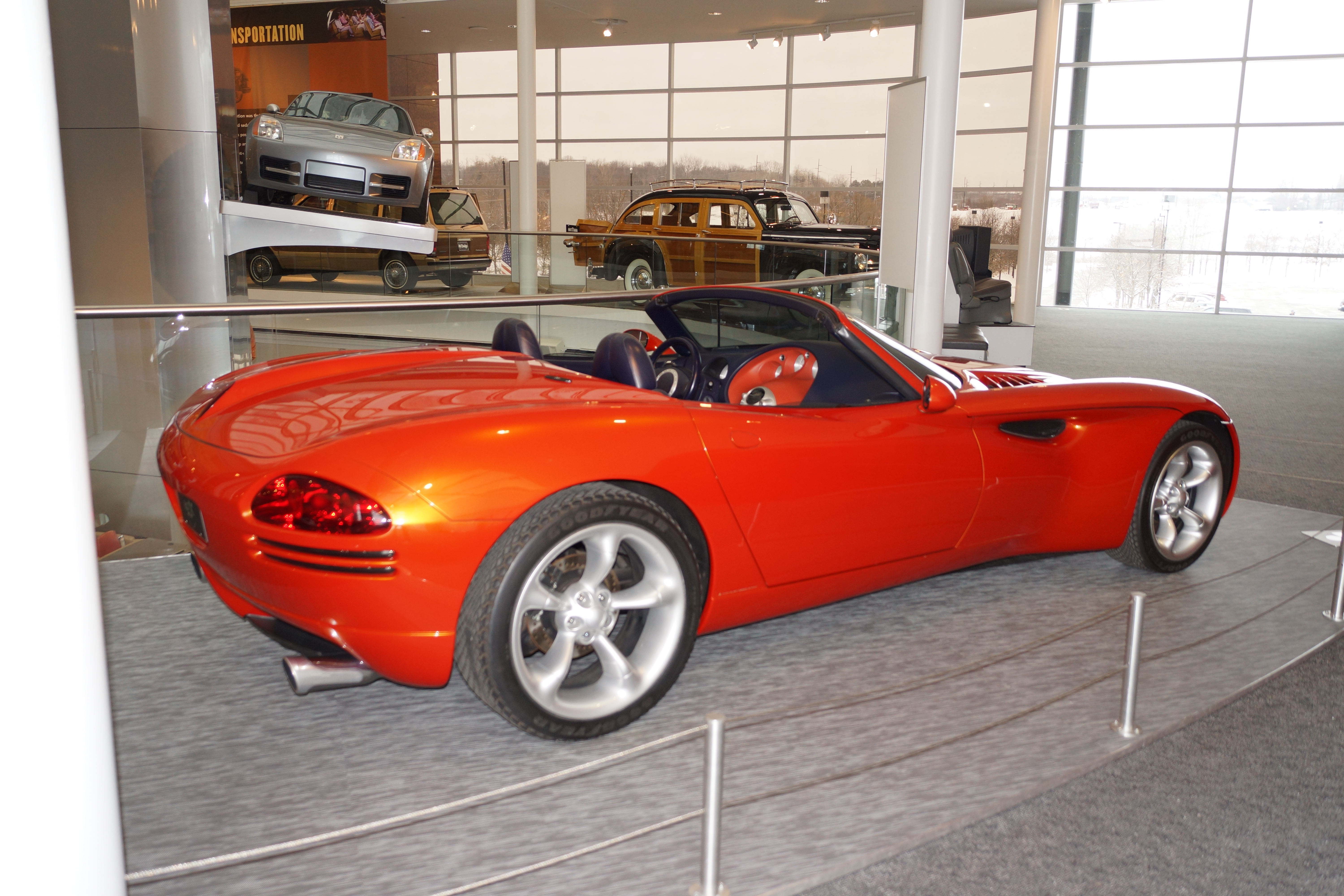
Heckansicht

Der Dodge Copperhead wurde von einem vorn längs eingebauten 2,7-Liter-V6-Motor mit Aluminiummotorblock und vier obenliegenden Nockenwellen von Chrysler angetrieben. Er leistete 164 kW (223 PS bei 6000/min) und gab bei 4900/min 255 Nm ab. Die Kraft wurde über ein 5-Gang-Schaltgetriebe auf die Hinterräder übertragen. Für den Copperhead nutzte Dodge Teile verschiedener Modelle des Chrysler-Konzerns: Teile der Bodengruppe kamen vom Dodge Neon, der Motor stammte aus dem Dodge Intrepid, das Getriebe vom Dodge Dakota, die Vorderachse mit ungleich langen doppelten Querlenkern vom Chrysler Sebring und die Schräglenkerachse hinten vom Eagle Talon. Die Reifen haben die Größe 225/40 R18 vorn und 255/40 R18 hinten.
| Motorart  | Motorbauart | Ventilanzahl | Ventilsteuerung | Hubraum | max. Leistung bei min−1  | max. Drehmoment bei min−1 | Getriebe              | Beschleunigung, 0–100 km/h | Höchstgeschwindigkeit vmax |
| --------- | ----------- | ------------ | --------------- | ------- | ------------------------ | ------------------------- | --------------------- | -------------------------- | -------------------------- |
| Ottomotor | V6          | 24           | DOHC            | 2700    | 164 kW (223 PS) bei 6000 | 255 Nm bei 4900           | 5-Gang-Schaltgetriebe | 6,8 s                      | 217 km/h                   |

## Trivia
- Nach der Vorstellung des Copperhead erhielt Dodge eine Beschwerde über die Rechte am Namen Copperhead. Das 1950er Ford-Coupé, das Dusty Hill von der amerikanischen Rockband ZZ Top gehörte, war bereits unter dem Namen Kopperhead eingetragen. Infolgedessen benannte DaimlerChrysler das Auto inoffiziell um und nannte es in Pressemappen, Spielzeugen und anderen Artikeln Concept Vehicle statt Copperhead. Das machte Pressemappen oder Artikel mit dem Namen Copperhead zu Sammlerstücken.[3]

- Der Dodge Copperhead ist in den Videospielen Gran Turismo und Gran Turismo 2 enthalten. Nach der Kontroverse um den Namen Copperhead wurde der Wagen auch in den Spielen in Dodge Concept Car umbenannt.